# Afrikaanse palmgierzwaluw
De Afrikaanse palmgierzwaluw (Cypsiurus parvus) is een gierzwaluw uit het geslacht Cypsiurus uit de familie gierzwaluwen (Apodidae).

## Kenmerken
De Afrikaanse palmgierzwaluw lijkt sterk op de Aziatische palmgierzwaluw, beide soorten werden lang als dezelfde soort beschouwd. Het is een soort gierzwaluw die 16 cm lang en 10 tot 18 gram zwaar is, ongeveer zo groot als de (gewone) gierzwaluw. Deze palmgierzwaluw is slank met een vrij lange staart die diep gevorkt is, maar meestal zitten de staartpennen dicht op elkaar, waardoor de staart spits toelopend lijkt. De vogel lijkt egaal, bijna zwart gekleurd, maar is feitelijk donkerbruin, van onder iets lichter vaalbruin.

## Voortplanting
Deze dieren broeden vaak in palmen, maar maken hun nest ook wel onder bruggen. Dit is samengesteld uit veren en plantenvezels en met speeksel vastgeplakt aan een neerhangend palmblad. De eieren worden met speeksel in het nest geplakt. Dankzij hun tamelijk lange klauwen, kunnen de jongen zich goed vastklampen aan het bungelende nest.

## Verspreiding en leefgebied
De Afrikaanse palmgierzwaluw komt algemeen voor als standvogel in Afrika ten zuiden van de Sahara en Madagaskar. Het is een vogel van open gebieden en cultuurland en in de buurt van bewoonde gebieden. De vogel nestelt in breedbladige palmbomen bij voorkeur palmen uit het geslacht Areca of oliepalmen en veel minder vaak in kokospalmen.
De soort telt zes ondersoorten:
- C. p. parvus: van Senegal en Gambia tot noordelijk Ethiopië en zuidwestelijk Arabië.
- C. p. brachypterus: van Sierra Leone tot noordoostelijk Congo-Kinshasa en Angola, de eilanden in de Golf van Guinee.
- C. p. myochrous: van zuidelijk Soedan tot noordoostelijk Zuid-Afrika.
- C. p. laemostigma: van zuidelijk Somalië tot centraal Mozambique.
- C. p. hyphaenes: noordelijk Namibië en noordelijk Botswana.
- C. p. celer: van zuidelijk Mozambique tot oostelijk Zuid-Afrika.

De voormalige ondersoorten  C. p. griveaudi van de Comoren en C. p. gracilis van Madagaskar vormen samen de nieuwe soort madagaskarpalmgierzwaluw (C. gracilis)

## Status
De Afrikaanse palmgierzwaluw heeft een groot verspreidingsgebied en daardoor alleen al is de kans op uitsterven uiterst gering. De grootte van de populatie is niet gekwantificeerd en aangenomen wordt dat de soort in aantal toeneemt. Daarom staat de Afrikaanse palmgierzwaluw als niet bedreigd op de Rode Lijst van de IUCN.